# Yanet García
Yanet Cristal García San Miguel, besser bekannt unter ihrem Kurznamen Yanet García (* 14. November 1990 in Monterrey, Nuevo León), ist ein mexikanisches Model, OnlyFans-Creatorin, Erotikmodel und ehemalige Wettermoderatorin.

## Leben
Yanet García arbeitete zunächst als Model, bevor sie bei Televisa Monterrey als Wettermoderatorin eingestellt wurde. Aufgrund ihres guten Aussehens und ihrer freizügigen Bekleidung wurde sie vom Männermagazin Playboy als die Frau bezeichnet, „die dazu anregt, die Wettervorhersage sehen zu wollen“. Von einigen Medien als die „heißeste Wetterfee der Welt“ bezeichnet, hatte sie im Juli 2021 knapp vierzehn Millionen Follower auf Instagram.